# Magnezitovce
Magnezitovce – wieś (obec) na Słowacji położona w kraju bańskobystrzyckim, w powiecie Revúca. Pierwsze wzmianki o miejscowości pochodzą z roku 1427.
Według danych z dnia 31 grudnia 2012, wieś zamieszkiwały 452 osoby, w tym 213 kobiet i 239 mężczyzn.
W 2001 roku rozkład populacji względem narodowości i przynależności etnicznej wyglądał następująco:
- Słowacy – 97,93%
- Czesi – 0,46%
- Romowie – 0,23%
- Węgrzy – 0,92%

Ze względu na wyznawaną religię struktura mieszkańców kształtowała się w 2001 roku następująco:
- Katolicy rzymscy – 14,94%
- Grekokatolicy – 3,91%
- Ewangelicy – 30,34%
- Husyci – 0,23%
- Ateiści – 39,77%
- Nie podano – 8,51%